# Aeroportul Municipal Stuttgart
Aeroportul Municipal Stuttgart (IATA: SGT, ICAO: KSGT, FAA LID: SGT) este un aeroport din Arkansas, Statele Unite ale Americii ce deservește zona Stuttgart. Aeroportul a fost tranzitat în 2019 de 22 de pasageri. A fost numit după zona deservită.
Situat la o altitudine de 68 m, aeroportul dispune de 2 piste.

## Infrastructură

### Piste
Aeroportul dispune de 2 piste. Pista 09/27 are suprafața de beton și dimensiunile 5.002 picioare × 150 picioare. Pista 18/36 are suprafața de asfalt și dimensiunile 6.015 picioare × 100 picioare. 